# Werner Hinz
Werner Hinz, född 18 januari 1903 i Berlin, Kejsardömet Tyskland, död 10 februari 1985 i Hamburg, Västtyskland, var en tysk skådespelare. Hinz filmdebuterade 1935 i historiefilmen Två konungar och var aktiv i skådespelaryrket fram till sin död 1985.

## Filmografi, urval
- 1935 – Två konungar
- 1940 – Bismarck
- 1941 – Ohm Krüger
- 1943 – Storstadsmelodi
- 1947 – Autostrada
- 1949 – En kvinnas offer
- 1949 – Syndens väg
- 1955 – Hotel Adlon
- 1957 – Made in Germany
- 1957 – Svindlaren Felix Krull
- 1959 – Buddenbrooks – en familjs ära och förfall
- 1959 – I brottets skugga
- 1960 – Det sista vittnet
- 1961 – Der Lügner
- 1962 – Den längsta dagen
- 1964 – Tonio Kröger
- 1978 – Der Schimmelreiter